# Antonis Remos

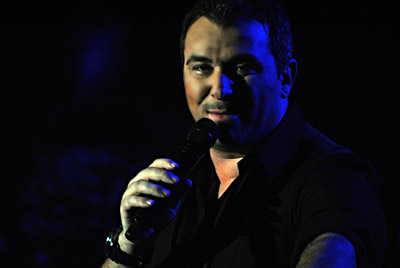
Antonis Remos, 2011

Antonis Remos (griechisch Αντώνης Ρέμος, * 19. Juni 1970 in Düsseldorf) ist ein griechischer Pop/Folk- und Modern Laika-Sänger.

## Leben
Er wurde in Düsseldorf geboren und zog später mit seiner Familie in deren Herkunftsstadt Thessaloniki in Griechenland. Dort war er unter anderem der Vorsitzende des Fußballklubs Iraklis Thessaloniki F.C.
Der Song Etsi Xafnika wurde im Jahr 2012 von der türkischen Rock-Band Gripin unter dem Titel Neden Bu Elveda gecovert.

## Diskografie

### Alben
- 1996: Antonis Remos
- 1998: Kairos Na Pame Parakato
- 1999: Pali Ap’Tin Arhi
- 2002: Kardia Mou Min Anisiheis
- 2003: Mia Anapnoi
- 2005: San Anemos
- 2008: Alithies & Psemata
- 2011: Kleista ta stomata
- 2013: I Kardia Me Pigainei Emena
- 2016: Spasmena Kommatia Tis Kardias
- 2023: Panta Kai Pote (Volume I)

### Livealben
- 2001: Mia Nihta Mono
- 2004: Live
- 2007: In Concert feat. ONIRAMA
- 2008: Marinella – Live

### Kompilationen
- 2006: Best of
- 2014: Best of 2008–2014

### Singles (Auswahl)
- 1996: Ti Imouna Gia Sena
- 1998: Etsi Xafnika
- 1999: Monos Mou
- 2003: Ma De Ginete
- 2013: Ta Savvata
- 2016: Lene
- 2023: Poso Thelo